# Chủ nghĩa thân hữu
Chủ nghĩa thân hữu là hành vi thiên lệch trong việc giao công việc và các lợi thế khác cho bạn bè hoặc đồng nghiệp đáng tin cậy, đặc biệt là trong chính trị và giữa các chính trị gia và các tổ chức hỗ trợ. Ví dụ, điều này bao gồm việc bổ nhiệm "bạn thân" vào các vị trí của chính quyền, bất kể trình độ chuyên môn của họ cao hay thấp.
Chủ nghĩa thân hữu tồn tại khi người có quyền chức và người thụ hưởng ở trong mối quan hệ xã hội hoặc kinh doanh. Thông thường, người có quyền chức cần hỗ trợ trong đề xuất, công việc hoặc chức vụ quyền hạn của chính mình và vì lý do này, người nắm quyền chỉ định những cá nhân mà sẽ không cố gắng làm suy yếu các đề nghị của mình, hay bỏ phiếu chống lại các vấn đề hoặc bày tỏ quan điểm trái ngược với người nắm quyền.
Về mặt chính trị, "chủ nghĩa thân hữu" được sử dụng mang tính kỳ thị để ám chỉ việc mua và bán quyền lợi hoặc quan hệ, chẳng hạn như: mua phiếu trong các cơ quan lập pháp, ủng hộ các tổ chức, đưa ra các đại sứ mong muốn đến các địa điểm xa lạ, v.v. Tại bối cảnh đó thì chủ nghĩa thân hữu nói điến việc thiên vị cho đối tác hoặc bạn bè, chủ nghĩa gia đình trị là sự ưu ái cho người thân của mình.